# Le Patriote du Sud-Ouest
Le Patriote du Sud-Ouest est un quotidien régional français aujourd'hui disparu. Il a été publié de 1944 à 1956, dans la région de Toulouse, ville où était basée la plus grande partie de sa rédaction et son imprimerie.

## Histoire
Avant la Seconde Guerre mondiale, le parti communiste a pour organe officiel la Voix du Midi, fondée par Marcel Crastre et dirigée par Georges Bénichou, face au quotidien des socialistes L'Espoir, animé par Pierre Debauges et Raymond Badiou.  
Pendant la Seconde Guerre mondiale, Le Patriote est l'organe régional du Front national de la Résistance, mouvement de résistance particulièrement actif dans le Sud-Ouest de la France. Le journal fait partie des journaux fondateurs de l'Union française de l'information, agence de presse qui regroupe près d'une centaine de journaux locaux résistants.

### Contexte de l'Épuration
Après la Seconde Guerre mondiale, Le Patriote du Sud-Ouest et un autre journal résistant, La République, organe du MLN, dirigé par son leader local Pierre Degon, ont récupéré les installations de la Dépêche de Toulouse, rue de Bayard, dans le but de s'en réserver l'usage exclusif mais ils ne pourront le conserver que quatre ans en raison d'une décision de justice invalidant leur installation[réf. nécessaire]. L'Espoir et Liberté-Soir ont pour leur part récupéré les locaux de La Garonne, rue Roquelaine, occupés auparavant par L'Express du Midi ; et la Voix du Midi, ceux du Grand Echo du Midi, où elle accepte d'imprimer un autre journal. Au total, Toulouse, compte six journaux quotidiens en 1945, dont deux détenus par le PCF.
À Toulouse, dans la nuit du vendredi 18 au samedi 19 août, l'ordre arrive pour les troupes allemandes de rejoindre le Rhin et l'insurrection résistante commence les jours suivants. Le premier numéro du Patriote du Sud-Ouest est paru le 20 août 1944.
Dans une région où la répression de la police de Vichy fut sans pitié, André Wurmser, sous la signature du "Docteur Guillotin" appelle rapidement à une épuration à la Libération en France par des textes très virulents: "L'épuration, en ce qui concerne les miliciens (...) ne saurait se faire qu'au bout du fusil. Tuons-les !"
Alors que Jean Cassou, son ex-compagnon de cellule, est blessé par les Allemands le 20 aout 1944, le résistant Pierre Bertaux le remplace et est promu, commissaire de la République de Toulouse au nom de du  général De Gaulle. Il doit s'imposer face à des maquisards désirant conserver un pouvoir local marqué. Le 21 août 1944, il prend un arrêté autorisant Le Patriote du Sud-Ouest à s'installera dans les locaux de la rue de Bayard.
Le Patriote met en avant le fait d'avoir été  le seul à paraitre dans la clandestinité  et devient le quotidien régional du PCF, même si deux autres journaux plus petits ou plus récents l'ont fait aussi, Liberté-Soir, titre du groupe socialiste "Libérer et Fédérer", mais aussi Vaincre, journal des Forces françaises de l'intérieur dans le secteur qui parut tardivement du 22 août 1944 au 20 janvier 1945.

### Concurrence régionale durant l'après-guerre
La diversité politique réaffirmée à la Libération, avec à Toulouse sept titres de presse en 1946 est encore accrue quand La Dépêche de Toulouse, rebaptisée La Dépêche du Midi, reparaît au terme de l’année 1947, après qu'elle a été sanctionnée à la Libération pour collaboration. Une longue bataille judiciaire a été menée par Jean Baylet, élu député du Tarn-et-Garonne en 1946 et  ami de Maurice Bourgès-Maunoury. Le Patriote du Sud-Ouest doit ainsi à partir de 1948 occuper de nouveaux locaux et rendre les précédents à leur propriétaire . Jean Baylet avait entre-temps créé le quotidien La Démocratie le 8 octobre 1945  et il reprend la direction de La Dépêche dès le 22 novembre 1947.
Le Patriote du Sud-Ouest a pour administrateur Léonard et compte parmi ses contributeurs réguliers des rédacteurs comme Roger Rouvet et Louise Mamiac. Le premier directeur fut André Wurmser et son premier rédacteur en chef, Pierre Gamarra. Ce dernier est un ancien instituteur, romancier ; avant de rejoindre le Patriote du Sud-Ouest, il a fondé le journal des FTP-FFI, Vaincre, en 1944. En 1948, il obtient le Prix international Charles Veillon, une année avant que Louis Aragon ne l'intègre à la revue Europe, dont il sera rédacteur en chef, puis directeur en 1977. En 1949 également, Gamarra est chargé d’aller chercher chez Picasso l’original de sa Colombe pour la Paix dessinée pour le Congrès mondial des partisans de la paix. 
Le journal compte aussi parmi ses rédacteurs Robert Barran, qui pendant la guerre fut capitaine du Toulouse olympique, puis capitaine du Stade toulousain en 1946-1947 vainqueur de la coupe de France et champion de France 1947, qui intégra ensuite la presse sportive communiste nationale puis l'hebdomadaire Miroir du rugby et commenta jusqu’en 1974 les matchs de rugby internationaux à la télévision. En 1950, c'est Marcel Maurières qui intègre la rédaction régionale de Toulouse, après avoir été en janvier 1948 correspondant départemental du journal, dont il deviendra rapidement responsable, et rédacteur en chef adjoint, puis secrétaire et chef du service des ventes.

### Crise de la presse communiste en 1949-1952
Le journal est abonné aux dépêches de l'Union française de l'information, une agence de presse proche du Parti communiste français (PCF), dans une période de baisse globale du tirage des quotidiens communistes régionaux, qui fait suite aux purges staliniennes de 1949, qui ont des conséquences sur la couverture de l'UFI, y compris sportive. Il est de plus pénalisé en 1951-1953 par l'éviction de l'ancien leader des Maquis du Limousin Georges Guingouin et perd un dixième de son tirage en en peu plus d'un an.
| Année  | Juin 1951 | Août 1952 | Septembre 1952 |
| Tirage | 41.000    | 38.400    | 37.000         |

Aux législatives de 1951, le PCF perd les deux députés de la Haute-Garonne qu’il avait obtenus en novembre 1946, en raison des biais délibérément créés par la Loi des apparentements. Le Patriote du Sud-ouest  est alors pénalisé aussi par un ton particulièrement virulent depuis au moins 1952. Le journal va souffrir ensuite  dans les années 1950 du rétablissement de La Dépêche du Midi, qui va parvenir à un tirage de 260 000 exemplaires quotidiens, en profitant de la concurrence très faible exercée par les quotidiens régionaux voisins : Sud Ouest, Midi Libre et L'Indépendant, en Haute-Garonne comme dans les départements limitrophes. Il est affecté aussi par la crise plus générale de la presse communiste, qui s'aggrave nettement au début des années 1950. L’offensive du Parti radical en 1953 pour tenter de prendre la municipalité se traduit par un appui sans réserve de La Dépêche du Midi  à Maurice Bourgès-Maunoury contre le maire sortant socialiste Raymond Badiou, directeur du quotidien socialiste L’Espoir, qui va ensuite, pendant la Guerre d'Algérie rejoindre  les dissidents de la SFIO.

### Contexte des manifestations d'appelés du contingent de 1955
Le Patriote devient hebdomadaire puis se retrouve en faillite dès l'année 1955. Il participe avant cela à la médiatisation des actions de rappelés par la presse communiste . Dans un article du 5 octobre 1955, le quotidien fait le récit d’une manifestation de rappelés du contingent s'opposant à la Guerre d'Algérie. Il raconte que « tout au long du trajet Bordeaux-Marseille, 600 jeunes soldats manifestent leur colère ». C'est pour ce motif que moins d'une semaine plus tard, le procureur général près la Cour d’appel de Toulouse propose le 11 octobre 1955 de poursuivre le quotidien régional. Le ministère de la Défense nationale souhaite alors éviter la multiplication des sanctions pour ne pas donner un écho supplémentaire aux 47 manifestations organisées par des appelés à l’occasion du rappel sous les drapeaux de 1955, dont 36 pour les rappelés de l’armée de Terre, cinq pour ceux de l’armée de l’Air et six pour la Marine. Toulouse-Matabiau n'est pas la seule gare où elles ont lieu, les journaux évoqueront ensuite les Gares de l’Est, Lyon et Montparnasse à Paris, Valence, Bourges, Bourg-Saint-Maurice, Béziers, Tulle, Moulins, Miramas.  
Son dernier numéro paraît en 1956. Sa disparition rend disponible des locaux et du matériel d'impression mais aucun quotidien ne voit le jour à cette occasion. Au moment de la crise du 13 1958, La Dépêche du Midi devient le journal d'opposition le plus militant dans la région, par un « combat antigaulliste acharné ».

### Arrêt de la publication en 1956
En juin 1956, le PCF annonce que trois de ses quotidiens communistes de province ne seront plus financés et vont disparaitre, Nouvelles de Bordeaux, au tirage revenu à seulement 30 000 exemplaires, Le Patriote du Sud-Ouest appelé aussi Patriote de Toulouse, tombé à 30 000 exemplaires, et Ouest-Matin, 20 000 exemplaires par jour seulement. Raison invoquée, « des charges trop lourdes qu'ils devaient supporter ». Un quatrième, Le Patriote de Saint-Étienne, qui ne diffuse plus que 25 000 exemplaires, a décidé au même moment de supprimer ses éditions de l'Allier, du Puy-de-Dôme, de la Haute-Loire et de la Vienne, seule celle de la Loire continuant à paraître, imprimée à Lyon. Même démarche de recentrage extrême pour Les Allobroges de Grenoble, tombé à 65 000 exemplaires, qui supprime ses éditions des deux Savoies, de l'Ardèche, de la Drôme et des Hautes-Alpes, se recentrant sur le seul département de l'Isère.

## Sources
- "La presse toulousaine, de la Libération au premier départ du général de Gaulle (21 août 1944-20 janvier 1946)" par Henri Lerner, dans la revue Annales du Midi en 1979[1].
- "Le pouvoir politique et médiatique à Toulouse de la Libération au face à face Dépêche-Baudis" par Pierre Lacassagne, dans la revue Le Temps des médias en 2006[3].